# Anfield (Merseyside)
Anfield – dzielnica w Liverpoolu, w Anglii, w Merseyside, w dystrykcie Liverpool. W 2011 miejscowość liczyła 14 510 mieszkańców.